# Símbolos do Azerbaijão
Os Símbolos do Azerbaijão são símbolos nacionais que representam a nação azeri. Atualmente, o Azerbaijão possui três símbolos oficiais. São eles:
- Bandeira
- Brasão de Armas
- Hino Nacional

Bandeira do Azerbaijão
Brasão de Armas